# Zagłębie Sosnowiec
Zagłębie Sosnowiec (uitspraak: [zaɡˈwɛmbʲɛ sɔsˈnɔvʲɛts], ong. zagwembië sosnoviëts) is een voetbalclub uit de stad Sosnowiec in Polen. De club is opgericht in 1906. De clubkleuren zijn rood-groen-wit.

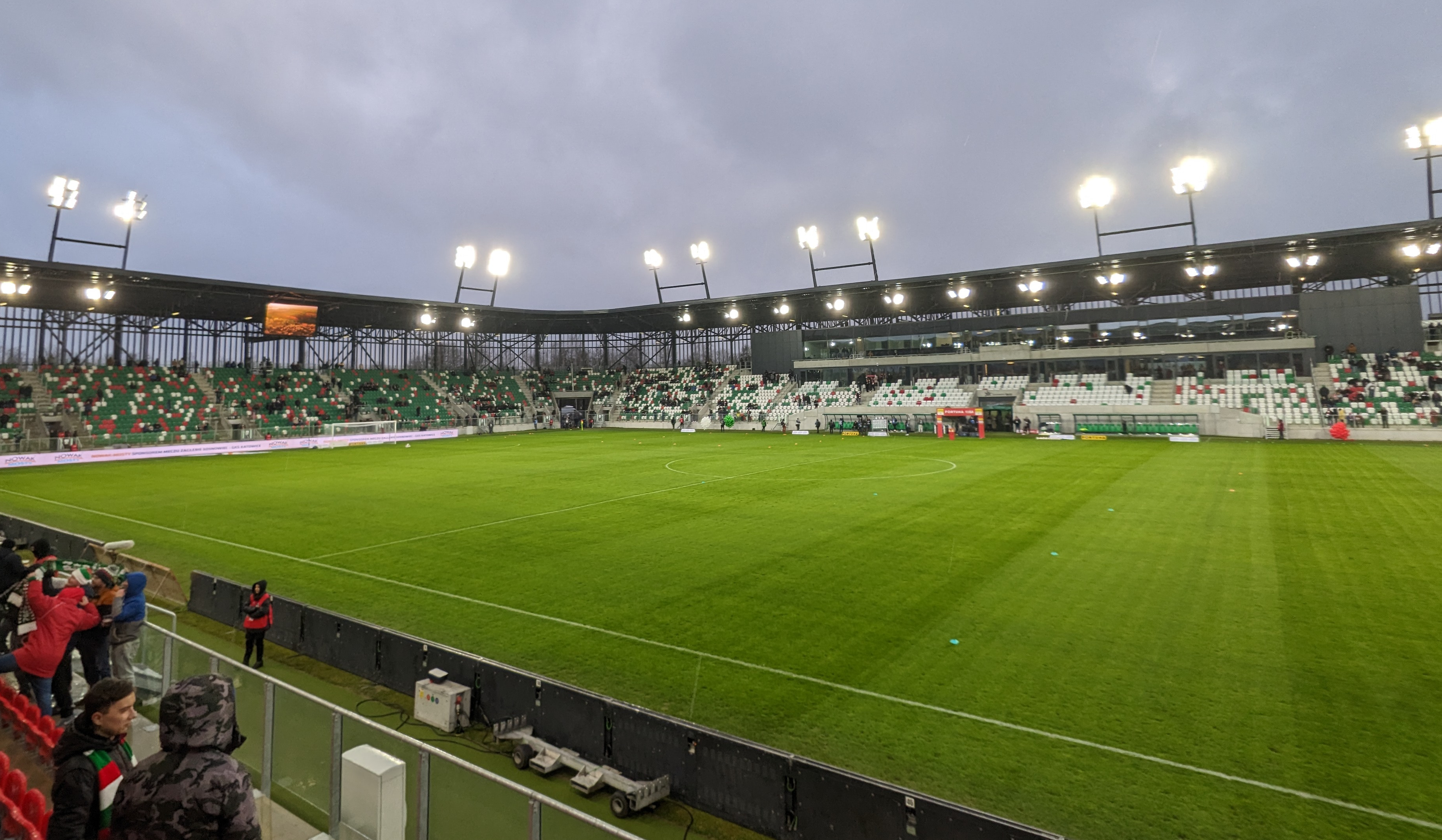
Stadion van Zagłębie Sosnowiec, ArcelorMittal Park

## Geschiedenis
De club werd in 1918 een zelfstandige club en fuseerde in 1931. Als Stal Sosnowiec kwam de club in 1954 voor het eerst op het hoogste niveau waar de club in 1955 direct tweede werd. Sinds oktober 1956 wordt in het Stadion Ludowy gespeeld. In 1958 degradeerde de club maar keerde direct weer terug. In 1962 werd de naam GKS Zagłębie.
In de jaren 60 en 70 was de club het meest succesvol: in 1964, 1967 en 1972 werd de club tweede in de competitie, de beker werd in 1962, 1963, 1977 en 1978 gewonnen en in 1971 werd de finale verloren. Ook won de club in 1967 en 1975 haar poule in de Intertoto Cup en werd in 1964 de Amerikaanse International Soccer League gewonnen. Jozef Galeczka (1964), Andrzej Jarosik (1970, 1971) en Wlodzimierz Mazur (1977) werden topscorer van de Poolse competitie en Wojciech Rudy werd in 1979 Pools voetballer van het jaar.
In 1986 degradeerde de club maar keerde tussen 1989 en 1992 weer terug op het hoogste niveau. In 1993 degradeerde de club opnieuw, nu naar het derde niveau. Op 15 juli 1993 werd vanwege financiële problemen het faillissement uitgesproken.
In 1994 werd een doorstart gemaakt op het vijfde niveau en de ploeg kwam al snel weer op het derde niveau. In 2000 kwam de club op het tweede niveau en promoveerde in 2007 weer naar het hoogste niveau. Naar aanleiding van de betrokkenheid van Zagłębie Sonowiec bij een corruptieschandaal in Polen besloot de Poolse voetbalbond de club na het seizoen 2007/2008 te laten degraderen naar het derde niveau. Daarnaast kreeg de club in het seizoen 2007/2008 vier punten aftrek. In 2016 promoveerde de club weer naar het tweede niveau en keerde in 2018 terug op het hoogste niveau.

## Historische namen
- 1906 – Klub Sportowy Milowice
- 1908 – Towarzystwo Sportowe Union Sosnowiec (als onderdeel van Unionu Petersburg)
- 1918 – Towarzystwo Sportowe Victoria Sosnowiec
- 1931 na fusie met Towarzystwem Sportowym Sosnowiec – Unia Sosnowiec
- 1945 – Robotniczy Klub Sportowy Sosnowiec
- 1945 – Rejonowa Komenda Uzupełnień Sosnowiec
- 1948 – ZKSM Unia Sosnowiec
- 1949 – Zakładowy Klub Sportowy Stal Sosnowiec
- 1962 – Górniczy Klub Sportowy Zagłębie Sosnowiec
- 1993 – Stal Sosnowiec
- 1994 – Miejski Ośrodek Sportu i Rekreacji Sosnowiec
- 1994 – Sosnowieckie Towarzystwo Sportowe Sosnowiec
- 1994 – Sosnowieckie Towarzystwo Sportowe Zagłębie Sosnowiec
- 2001 – Zagłębie Sosnowiec Sportowa Spółka Akcyjna
- 2004 – Zagłębie Sosnowiec Spółka Akcyjna

## Erelijst
- Beker van Polen (4x):

1962, 1963, 1977, 1978
- International Soccer League (1x):

1964

## Zagłębie in Europa
Uitslagen vanuit gezichtspunt Zagłębie Sosnowiec
| Seizoen | Competitie   | Ronde | Land                                          | Club                 | Totaalscore       | 1e W    | 2e W    | PUC |
| ------- | ------------ | ----- | --------------------------------------------- | -------------------- | ----------------- | ------- | ------- | --- |
| 1962/63 | Europacup II | Q     | Vlag van Hongarije                            | Újpest Dósza SC      | 0-5               | 0-5 (U) | 0-0 (T) | 1.0 |
| 1963/64 | Europacup II | 1R    | Vlag van Griekenland (1822-1970 en 1975-1978) | Olympiakos Piraeus   | 2-2 BW 0-2 >Wenen | 1-2 (U) | 1-0 (T) | 2.0 |
| 1971/72 | Europacup II | 1R    | Vlag van Zweden                               | Åtvidabergs FF       | 4-5               | 3-4 (T) | 1-1 (U) | 1.0 |
| 1972/73 | UEFA Cup     | 1R    | Vlag van Portugal                             | Vitória FC (Setúbal) | 2-6               | 1-6 (U) | 1-0 (T) | 2.0 |
| 1977/78 | Europacup II | 1R    | Vlag van Griekenland (1822-1970 en 1975-1978) | PAOK Saloniki        | 0-4               | 0-2 (U) | 0-2 (T) | 0.0 |
| 1978/79 | Europacup II | 1R    | Vlag van Oostenrijk                           | SSW Innsbruck        | 3-4               | 2-3 (T) | 1-1 (U) | 1.0 |

Totaal aantal punten voor UEFA coëfficiënten: 7.0

## Bekende (oud-)spelers
- Admir Adžem
- Christian Gandu
- Dean Guezen